# دومينيك بورغ
دومينيك بورغ (بالإنجليزية: Dominic Borg)‏ هو فيلسوف مالطي، ولد في القرن السادس عشر في مالطا، وتوفي في القرن السابع عشر.